# Lista światowego dziedzictwa UNESCO na Kiribati
Lista światowego dziedzictwa UNESCO na Kiribati – lista miejsc na Kiribati wpisanych na listę światowego dziedzictwa UNESCO, ustanowionej na mocy konwencji w sprawie ochrony światowego dziedzictwa kulturowego i naturalnego, przyjętej przez UNESCO na 17. sesji w Paryżu 16 listopada 1972 i ratyfikowanej przez Kiribati 12 maja 2000 roku.
Obecnie (stan na 2020 rok) na liście znajduje się jeden obiekt o charakterze przyrodniczym.
Na kiribackiej liście informacyjnej UNESCO – liście obiektów, które Kiribati zamierza rozpatrzyć do zgłoszenia do wpisu na listę światowego dziedzictwa, znajduje się 0 obiektów (stan na 2020 rok).

## Obiekty na liście światowego dziedzictwa UNESCO
Poniższa tabela przedstawia kiribackie wpisy na liście światowego dziedzictwa UNESCO:
Nr ref. – numer referencyjny UNESCO;
Obiekt – polskie tłumaczenie nazwy wpisu na liście wraz z jej angielskim oryginałem;
Położenie – rada plemienna, dystrykt; współrzędne geograficzne;
Typ – klasyfikacja według Komitetu Światowego Dziedzictwa:
- kulturowe (K),
- przyrodnicze (P),
- kulturowo–przyrodnicze (K,P);

Rok wpisu – roku wpisu na listę;
Opis – krótki opis wpisu wraz z informacjami o jego zagrożeniu.
| Nr ref. | Obiekt                                                      | Zdjęcie | Położenie                                                     | Typ         | Rok  | Opis |
| ------- | ----------------------------------------------------------- | ------- | ------------------------------------------------------------- | ----------- | ---- | --- |
| 1325    | Obszar chroniony wysp Feniks Phoenix Islands Protected Area |         | Kanton, Enderbury 3°40′00″S 172°20′00″W/-3,666667 -172,333333 | P (vii)(ix) | 2010 | Obszar chroniony wysp Feniks zajmuje powierzchnię 408 250 km². Jest to największy morski obszar chroniony na świecie. Pod ochroną znajduje się tutaj ok. 200 gatunków koralowców, 500 gatunków ryb, 18 gatunków ssaków morskich oraz 44 gatunki ptaków. |